# Дзанни

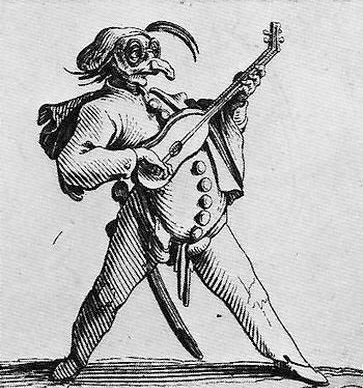
Рисунок Жака Калло (начало XVII века).

Дза́нни (итал. Zanni) — большая группа персонажей-слуг (масок) итальянской комедии дель арте, среди которых самые важные: Бригелла (первый дзанни венецианского квартета масок), Арлекин (второй дзанни венецианского квартета масок), Ковьелло (первый дзанни неаполитанского квартета масок) и Пульчинелла (второй дзанни неаполитанского квартета масок). Сюда же относятся и девушки-служанки Коломбина, Фантеска, Смеральдина и др.
Слово «дзанни» происходит от имени «Джанни» (итал. Gianni) в венецианском произношении. Дзан Ганасса — так звали одного из первых актёров, прославивших эту маску.
Дзанни на подмостках площадного театра — одни из самых старых масок, продолжающие традицию придворных и карнавальных шутов. Они появляются в итальянских фарсах XV в., а ещё раньше — на страницах новелл Возрождения. Это слуги, бывшие крестьяне, покинувшие из-за бедности и безработицы родные места (Бергамо для северных масок, Кава и Ачерра для южных) в поисках лучшей жизни в процветающих портовых городах (Венеция на севере Италии и Неаполь на юге). Горожане с насмешкой смотрели на пришлых людей, охотно над ними смеялись. Они часто изображают их окончательно глупыми (Арлекин), или умными, но с непривычными для горожанина, провинциальными поступками (Бригелла), с характерным для «деревенщин» говором (Арлекин и Бригелла, например, говорят на довольно односложном бергамском диалекте ломбардского языка). Со временем, конечно, эта сатира смягчилась, тем более, что именно дзанни ведут активную интригу сценария, помогая влюблённым в их противостоянии старикам Панталоне и Доктору.